# Fratura peniana

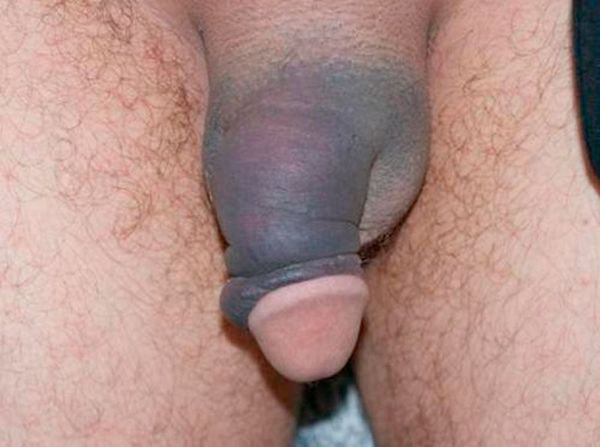
Fratura peniana num homem de 32 anos.

Uma fratura peniana é uma lesão causada pelo rompimento da túnica albugínea do pênis, que envolve os corpos cavernosos do pênis. É uma lesão incomum, mais frequentemente causado por um trauma abrupto a um pênis ereto. Um "estalo" acompanhado de dor e perda de ereção (tumescência) e hematoma na pele geralmente acompanham o evento. A fratura peniana geralmente é considerada uma emergência médica e o reparo cirúrgico geralmente é o tratamento recomendado.
Demora na busca de tratamento aumenta a taxa de complicações posteriores. Os tratamentos não-cirúrgicos resultam e taxas de complicações de 10 a 50%, incluindo disfunção erétil, curvatura peniana permanente, lesão à uretra e dor durante a relação sexual.
No ocidente a causa mais comum da fratura (de 30 a 50% dos casos) é a relação sexual.